# Han, hon och pengarna
Han, hon och pengarna är en svensk komedifilm från 1936 i regi av Anders Henrikson.

## Handling
Den unge Göran Hilding spelar kort och förlorar stort till en bankdirektör Ek. Han ber att får utfärda en revers på den uppkomna skulden. Ek tvivlar på att han har säkerhet men Göran erbjuder sina aktier i Tidskriftsförlaget och Ek godtar att ta dem i pant. Mitt under festen får Göran meddelande att hans farbror dött och han avbryter tillställningen.
Han kallas till häradshövding Wikmark som är testamentsexekutor. Denne meddelar att det finns två krav för att Göran skall få ut arvet efter farbrodern. Han skall dels gifta sig med societetsflickan Karin Grandin och dels gå in i ledningen för farbroderns Tidskriftsförlaget och på ett år tjäna in en kvarts miljon kronor. Göran menar att första kravet inte är så svårt eftersom de redan är så gott som gifta.
På förlaget ser vi dess disponent Herman Ståhl hålla på med diverse skumma transaktioner och han avskedar sin sekreterare när hon har invändningar. Göran introduceras för de olika medarbetarna. Bland hans första uppgifter blir nu att skaffa en ny privatsekreterare.
Samtidigt ser vi hur den arbetslösa Rita Perkins söker plats hos specerihandlare Lindberg. Hon verkar få den men då ingriper Lindbergs svartsjuka fru eftersom hon tycker Rita är för vacker, ”en jazzböna”, och anställer i stället en gammal, ful men redbar kvinna. Rita konstaterar sedan för sin väninna att hon nu måste få en plats till vilket pris som helst. Hon tänker söka platsen på Tidskriftsförlaget och klär sig därför så fult hon kan och sätter på sig glasögon.
Karin är med när Göran väljer bland kandidaterna och förkastar hans första val. I stället ser hon till att Rita får platsen eftersom hon ser minst tilldragande ut. Hon blir också övertygad av hennes betyg, bland annat från ett missionsförlag i Minnesota. Göran tycker det är hemskt att få en ”fågelskrämma” som han skall sitta och titta på.
På förlaget brottas man med problem med sjunkande upplagor. Göran försöker sätta sprätt på de olika medarbetarna. Till redaktören för Husliga Härden, den något alkoholiserade ungkarlen Brovall, säger han att han skall skriva om fördelarna med den husliga härden i stället för att fråga varför ungdomarna skyr den. Han borde skriva att man skall bilda hem och sätta barn till världen, att propagera för Myrdals idéer. Med sin inställning passar han inte som redaktör för Husliga Härden.
Förlaget utlyser en gångtävling vilken ger stor publicitet. Tävlingen vinns av Rita vilket Göran iakttar med viss förtjusning. Karin som ser detta börjar fjärma sig från Göran, som dessutom tycker att hon är slösaktig när hon gör en resa utomlands för att skriva modereportage. Trots detta är han dock fortfarande inställd på gifta sig med henne eftersom han har testamentet att tänka på. Karin börjar mer och mer umgås med Ståhl, som börjar uppvakta henne.
När Gösta börjar misströsta att få förlaget på fötter säger Rita att han inte skall ge tappt. De skall nog lyckas bara de hjälps åt. Upplagorna börjar nu också stiga tack vare alla lyckade reklamjippon. Redaktörerna Andersson och Browall upptäcker nu att deras pristävlingskonton påförts utgifter som de inte vet om. Efter en fest hemma hos Göran går Rita förbi förlaget och ser hur det lyser. Hon smyger in och ser då hur Ståhl sitter och raderar i bokföringen. Hon berättar sedan för Göran vad hon sett och att hon kommit på att Ståhl förskingrat. Göran konfronterar Ståhl och uppmanar denne att reda upp allt före bolagsstämman. Ståhl som förefaller hämndlysten utlovar också ”svar”.
Vi får nu se hur Ståhl stoppar på sig en postremissa med en större betalning och sedan går till Ek där han presenterar den med Görans förfalskade namnteckning. I utbyte får han de pantsatta aktierna eftersom lånet förfallit. Sedan uppsöker han Karin och ber att få fullmakt för hennes aktier i förlaget, så att han kan få majoritet och kontroll över förlagets tillgångar.
När Rita, Maria och Nisse på förlaget uppträder vid en dansuppvisning och gör stor succé faller Göran slutgiltigt för Rita, som nu genomgått en synbar förvandling. Han säger att hennes ögon är den största överraskningen. Karin som sett allt detta gör nu slut med Göran.
På bolagsstämman kan nu Göran uppvisa att man efter många om och men tjänat in den stipulerade kvartsmiljonen. Då säger Ståhl att han numera kontrollerar aktiemajoriteten och kräver Görans avgång. I stället ser han till att han själv blir direktör med tillgång till förlagets kassa, med vilken han tänker åka utomlands tillsammans med Karin. Både Göran och Wikmark blir förkrossade men Göran är i alla fall inställd på att gifta sig med Rita. Han har i alla fall fått lära sig arbeta tack vare farbroderns testamente säger han. Rita söker dock upp Ståhl tillsammans med Andersson och Brovall och konfronterar honom med den förfalskade postremissan som hon tagit reda på. Ståhl tvingas skriva en avskedsansökan och Rita ser sedan till att Ståhl blir arresterad när han trots allt försöker få ut pengar på banken. Nu kan Wikmark också informera Göran om en dold punkt i testamentet. Om Göran trots allt inte gifter sig med Karin står det honom fritt att godkänna en annan kandidat och eftersom Rita visat sig så duglig kan han inte göra annat än att ge dem sin välsignelse.

## Om filmen
Premiärvisning 19 oktober 1936 på biograf Skandia i Stockholm.

## Rollista i urval
- Håkan Westergren - Göran "Gurre" Hilding, direktör för Populärförlaget
- Kirsten Heiberg - Margarita, "Rita" Perkins
- Erik "Bullen" Berglund - Andersson, tidningen Livets Äventyrs redaktör
- Maritta Marke - Maria Barke, tidningen Nöjesvärldens redaktör
- Eric Abrahamsson - Brovall, tidningen Husliga Härdens redaktör
- Ruth Stevens - Karin Grandin
- John Precht - Herman Ståhl, disponent på Populärförlaget
- Nils Ericson - Nisse Karlsson, sportredaktör på Nöjesvärlden
- Carl Browallius - häradshövding Wikmark
- Thor Modéen - grosshandlare Lindberg

## Musik i filmen
- La Margita, kompositör Jules Sylvain, text Karl-Ewert.
- På tu man hand, kompositör Jules Sylvain, text Sven Paddock.[1]